# يوهان فيليب كرايغر
يوهان فيليب كرايغر (بالألمانية: Johann Philipp Krieger)‏ هو موزع وملحن ألماني، ولد في 25 فبراير 1649 في نورنبرغ في ألمانيا، وتوفي في 6 فبراير 1725 في فايسنفلس في ألمانيا.

## وصلات خارجية
- يوهان فيليب كرايغر على موقع الموسوعة البريطانية (الإنجليزية)
- يوهان فيليب كرايغر على موقع ميوزك برينز (الإنجليزية)
- يوهان فيليب كرايغر على موقع ديسكوغز (الإنجليزية)